# Algarismos arábicos
Algarismos arábicos ou indo-arábicos são os dez dígitos: 0, 1, 2, 3, 4, 5, 6, 7, 8 e 9, criados com base no sistema numérico Indo-arábico, o sistema mais comum para a representação simbólica de números no mundo atual.
O primeiro zero verdadeiro foi desenvolvido por matemáticos antigos do subcontinente indiano. Algarismos arábicos são usados para representar números neste sistema numeral indo-arábico, em que uma sequência de dígitos, como "975", é lida como um único número. Este sistema foi adotado por matemáticos persas e árabes na Índia e repassado para outros povos ao longo do tempo. Há alguma evidência que sugere que os números na sua forma atual foram desenvolvidos a partir de letras árabes nas regiões ocidentais do mundo árabe.
A forma atual dos numerais foi desenvolvida no Norte da África, de maneira distinta dos numerais arábicos indianos e orientais. Foi na cidade norte-africana de Bugia que o estudioso italiano Fibonacci encontrou pela primeira vez os algarismos; seu trabalho foi crucial para torná-los conhecidos em toda a Europa. A utilização de algarismos arábicos foi levada ao resto do mundo através do comércio e colonialismo europeu.

## História

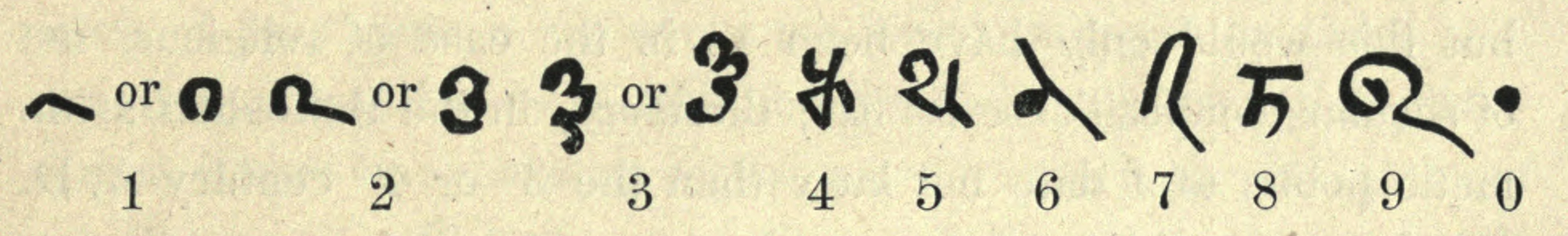
Numeração utilizada no manuscrito Bakhshali, datado entre o século II a.C. e

Numeração brahmi (linha inferior), na Índia, no século I

A maioria dos historiadores coincide em afirmar que teve a sua origem na Índia (de fato, no árabe, este sistema de numeração é chamado de  "números indianos", أرقام هندية, arqam hindiyyah), e expandiu-se pelo mundo árabe e daí, via Alandalus, pelo resto da Europa. Este sistema de numeração chegou ao Oriente Médio por volta de 670.
A primeira inscrição universalmente aceita que contém o uso do "0" é registrada pela primeira vez no século IX, em uma inscrição em Gualior na Índia Central, datada de 870. Por esta altura, a utilização do zero já atingira a Pérsia, tendo este sido mencionado por al-Khwarizmi nas suas descrições dos numerais hindus. Existem numerosos documentos indianos, a partir do século VI, em placas de cobre, que contêm o mesmo símbolo para o zero.
O matemático persa Alcuarismi escreveu o livro "A respeito dos cálculos com os números da Índia" por volta de 825 e, por volta de 830 o matemático árabe Alquindi escreveu "O uso dos números da Índia" (Ketab fi Isti'mal al-'Adad al-Hindi) em quatro volumes. O seu trabalho foi muito importante na difusão do sistema no Oriente Médio e no Ocidente.
No século X, matemáticos do Oriente Médio estenderam o sistema de numeração decimal para incluir frações, como se registra em um tratado do matemático sírio Alboácem Aluclidici em 952-953. A notação do ponto decimal foi introduzida por Sinde ibne Ali, que também escreveu o mais antigo tratado em algarismos indo-arábicos.

### Difusão na Europa
Na literatura ocidental, as primeiras menções destes algarismos encontram-se no Codex Virgilianus de 976. Por volta do século X começou a surgir, no Magrebe e no  al-Andalus, uma variante ocidental dos algarismos árabes, chamada ghubar ("areia de mesa" ou "pó de mesa"), que são a origem direta dos modernos algarismos arábicos ocidentais utilizados em todo o mundo.
A partir de 980 Gerberto de Aurillac (que seria mais tarde o papa Silvestre II), fez uso do seu ofício papal para difundir o conhecimento do sistema na Europa. Silvestre II estudou em Barcelona durante a sua juventude.
No século XII, traduções para o latim da obra de al-Khwarizmi (778 (?) - 846) sobre os numerais indianos (Kitab al-Jabr wa-l-Muqabala) apresentaram a notação posicional decimal para o Mundo Ocidental.
| “ | "Regulae Abaci, l'autre intitulé: De numeris, sont la même chose que l'Abacus.” | ” |

Fibonacci, um matemático italiano que estudara em Bugia (Argélia), contribuiu para a difusão pela Europa do sistema arábico com o seu livro Liber Abaci, publicado em 1202. Contudo, não foi senão até a invenção da imprensa em 1450, quando este sistema de numeração começou a ser empregue de modo generalizado na Europa; por volta do século XV, são já usados amplamente. Na Rússia, pela sua vez, os números arábicos substituíram os cirílicos por volta de 1700, quando foram introduzidos pelo czar Pedro I.

## Zero
O "zero" foi introduzido posteriormente e a sua correta notação foi de extrema importância histórica, pois a cadência decimal usada pelos números indo-arábicos impunha a sua representação gráfica. Esta representação teria sido historicamente demorada por corresponder à casa vazia do ábaco.